# Ceryx rhysoptila
Ceryx rhysoptila là một loài bướm đêm thuộc phân họ Arctiinae, họ Erebidae.